# КУД „Младост” Пољана
КУД „Младост” у Пољани, насељеном мету на територији града Пожаревца, културно уметничко је друштво које је у континуитету активно од 2001. године.
Прво фолклорно друштво у Пољани основано је 11. јуна 1933. године под именом „Сеоска соколска чета”.
Данас Друштво броји 70 чланова и три селекције играча, као и 30 чланова етно секције која посећује многе манифестације у земљи са својим менијем традиционалних јела. Етно секција је такође један од организатора Етно фестивала који се одржава у порти манастира Сестрољин.
Kултурно-уметничко друштво „Младост” добитник је више признања и пехара за успехе. Друштво је гостовало у Републици Српској, Грчкој и стални је учесник Балан Фолк феста који се одржава у Бугарској.